# Enneadesmus forficula
Enneadesmus forficula är en skalbaggsart som först beskrevs av Leon Fairmaire 1883.  Enneadesmus forficula ingår i släktet Enneadesmus och familjen kapuschongbaggar. Inga underarter finns listade i Catalogue of Life.

## Bildgalleri

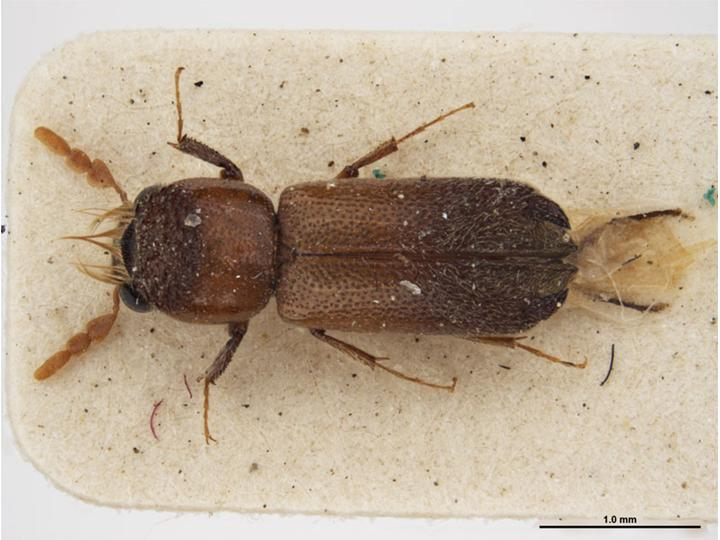